# Río La Grande
El río La Grande (en francés: La Grande Rivière, en inglés: La Grande River; en cree, Chisasibi, que significa «río grande») es un río de la vertiente Ártica de Canadá que surge en las tierras altas del Quebec centro-septentrional y fluye en dirección oeste hasta desembocar en la bahía de James. Con una longitud de 893 km es el segundo río más largo de Quebec, superado tan solo por el río San Lorenzo.
En principio, el río La Grande drenaba una superficie de 97.400 km² y tenía un caudal medio de 1.690 m³/s. Desde los años 1980, cuando el desarrollo hidroeléctrico desvió los ríos Eastmain y Caniapiscau hacia La Grande, su cuenca hidrográfica total se ha incrementado hasta unos 175.000 km², y su caudal medio se ha incrementado a más de 3.400 m³/s.

## Historia
En el pasado, este río era conocido como el «río Fort George». La Compañía de la bahía de Hudson administraba un puesto de comercio en Big River House desde 1803 a 1824. En 1837, un gran puesto comercial se estableció en Fort George sobre una isla en la desembocadura del río. A principios del siglo XX, este puesto comercial se convirtió en un pueblo cuando los crees de la región de la bahía de James abandonaron su vida nómada y se establecieron cerca. El moderno pueblo cree de Chisasibi, que reemplazó Fort George en 1980, se encuentra en la orilla meridional del río La Grande, varios kilómetros al este.

## Aprovechamiento hidroeléctrico
El río ha sido ampliamente desarrollado como una fuente de energía hidroeléctrica por Hydro-Québec, a partir del año 1974. Una superficie de 9.900 kilómetros cuadrados fue inundada y casi todo el caudal del río Eastmain fue desviado a la cuenca de La Grande. En el río La Grande y sus afluentes se han construido las siguientes centrales generadoras, en orden aguas arriba:
- La-Grande-1 (LG-1)
- Robert-Bourassa
- La Grande-2A (LG-2A)
- La Grande-3 (LG-3)
- La Grande-4 (LG-4)
- Laforge-1 (LF-1)
- Laforge-2 (LF-2)
- Brisay

Como resultado de los proyectos de desarrollo, los asentamientos cree de la región perdieron algunas partes de sus territorios tradicionales de caza y trampeo (el 10% del territorio utilizado por los cree de Chisasibi). Además, los niveles de mercurio orgánico aumentaron en los peces, que forman una parte importante de su dieta, ya que la materia orgánica atrapada por la crecida de las aguas en los nuevos embalses comenzó a filtrarse a la cadena alimentaria. Un seguimiento cuidadoso de las autoridades sanitarias cree desde la década de 1980 ha tenido mucho éxito y continuarán promoviendo el consumo regular de pescado, con la notable excepción de algunas especies depredadoras que viven en los embalses, que siguen mostrando altos niveles de mercurio.

## Tributarios
Los principales tributarios del río La Grande, considerando ya los ríos que han sido desviados, son:
- río Kanaaupscow
- río Sakami
  - río Eastmain (desviado)
    - río Opinaca
    - río Rupert (futura desviación)
- río de Pontois
  - río de la Corvette
- río Laforge
  - río Caniapiscau (desviado)